# هاري كيمب
هاري كيمب (بالإنجليزية: Harry Kemp)‏ (15 ديسمبر 1883، يونغزتاون في الولايات المتحدة - 5 أغسطس 1960 في الولايات المتحدة)؛ شاعر، كاتب وروائي أمريكي.

## روابط خارجية
- هاري كيمب على موقع ميوزك برينز (الإنجليزية)
- هاري كيمب على موقع قاعدة بيانات برودواي على الإنترنت (الإنجليزية)